# Hrvatski Telekom
Hrvatski Telekom d.d. (T-HT; Хорватський Телеком) — провідна телекомунікаційна компанія Хорватії. Основними послугами компанії є фіксований та мобільний телефонний зв'язок, широкосмуговий інтернет, IPTV.
Мажоритарним власником — 51,4 % акцій — є Deutsche Telekom (Бонн). Співвласниками також є: Raiffeisen Mandatory Pension Funds (Обов'язковий пенсійний фонд Раффайзен), Fond hrvatskih branitelja iz domovinskog rata (Фонд хорватських ветеранів війни) і Centar za strukturiranje i prodaju RH (Центр реструктуризації та продажу Уряду Хорватії), станом на 2016 р. з долями відповідно 8,9, 6,7 та 2,9 %. Залишок обігу акцій належить приватним інвесторам.
Акції компанії торгуються на Zagreb Stock Exchange (ZSE; тікер: HT).
Hrvatski Telekom є генеральним спонсором Чемпіонату Хорватії з футболу.[коли?]

## Історія
Наприкінці 90-х послуги зв'язку в Хорватії були в державній монополії компанії Hrvatska pošte i telekomunikacija (HPT). 1 січня 1999 року компанію розділено на Hrvatska pošta d.d. та Hrvatske telekomunikacije d.d.. Нові компанії також спочатку залишалися державними монополістами в своїх галузях. 
10 червня 1999 р. парламент Хорватії ухвалив рішення про приватизацію телекомунікаційного бізнесу та збереження капіталу та монополії. Члени опозиційних партій, як Юраж Бузолич, член правлячого Хорватського демократичного союзу, проголосували проти. Початкове рішення було виставити на ринковий продаж 36 % компанії, 30 % залишити в державній власності, 7 % передати працівникам, 7 % віддати ветеранам війни. У жовтні 1999 року Deutsche Telekom придбав 36 % акцій на 850 млн доларів. Тоді Hrvatske telekomunikacije змінила логотип і назву на Hrvatski Telekom. 
У жовтні 2001 року новий уряд Хорватії від коаліції шести партій при прем'єр-міністрі Івіці Рачан досяг угоди з Deutsche Telekom на продаж ще 16 % HT на суму 500 млн євро. Угода, вочевидь, була наслідком і без того напруженої фінансової ситуації в державному бюджеті. Це зробило Deutsche Telekom головним акціонером. Уряд швидко продовжив до 2005 року змінити умови хорватського ринку телекомунікацій, щоб збільшити монополію Hrvatski Telekom.
Deutsche Telekom ставши основним акціонером значно збільшив ціни на послуги стаціонарної телефонії. В області мобільної телефонії DT також збільшив плати, разом із провайдером Vipnet (тобто здійснили акт дуополії).
У жовтні 2004 року Deutsche Telekom перейменував компанію T-HT, одночасно запровадивши відомий брендинг Telekom в пурпуровому кольорі та збільшивши витрати на рекламу. 
T-HT має долю 39,1 % в боснійському HT Mostar (та його дочірній компанії Eronet).
Навесні 2007 року уряд Хорватії перерахував деякі свої акції в T-HT на біржі .
У 2010 році раніше незалежні бізнес-відділення для стаціонарного і для мобільного зв'язку були об'єднані під егідою Hrvatski Telekom. Раніше мобільний зв'язок з'явився на ринку разом із мобільною мережею CROnet як незалежна дочірня компанія Hrvatski Telekom Mobile, а з жовтня 2004 року як T-Mobile Croatia. Наприкінці 2011 року компанія повідомила про продаж на 8,067 мільярда з 6399 працівниками. Щоб досягти HRK .

## Дочірні
- Iskon Internet[en]
- Combis[en]
- H1 Telekom d.d.
- Evo TV
- Crnogorski Telekom ( Чорногорія)
- HT Mostar ( Боснія і Герцеговина)